# Else Berg
Else Berg (Ratibor, Alta Silesia, 19 de febrero de 1877 - Auschwitz, 19 de noviembre de 1942) fue una pintora y artista gráfica  neerlandesa de origen alemán víctima del Holocausto.

## Biografía
Era la hija pequeña de HedwigCreutzberger y Jacob Berg, su padre era un judío reformista dueño de una tabacalera.
En 1895 fue a estudiar a Amberes y luego a París, con Henri Le Fauconnier entre otros, y más tarde a Berlín, en la Academia de las Artes de Prusia. En Berlín, conoció al pintor neerlandés Mommie Schwarz, con el que se mudó a Ámsterdam y se casaría en 1920. En Ámsterdam, la Berg formó parte de la asociación de artistas De Onafpendence. También fue miembro de la Escuela de Bergen.
Durante la década de 1930 Berg y Schwarz ayudaron a familias judías a establecerse en los Países Bajos. El 12 de noviembre de 1942 fueron detenidos y deportados a Auschwitz, donde los ejecutaron el 19 de noviembre.